# Johanna Skottheimová
Johanna Skottheimová, nepřechýleně Johanna Skottheim (* 29. května 1994, Transtrand) je švédská reprezentantka v biatlonu.
Ve světovém poháru debutovala v lednu 2016.

## Výsledky

### Olympijské hry a mistrovství světa
Skottheimová se dosavadně účastnila Mistrovství světa v biatlonu 2020 a 2021
| Sezóna  | D  | Místo              | SP | SZ | HZ | IZ  | ŠT | SŠT | SZD | Věk    |
| ------- | -- | ------------------ | -- | -- | -- | --- | -- | --- | --- | ------ |
| 2019/20 | MS | Antholz-Anterselva | –  | –  | –  | 43. | –  | –   | –   | 25 let |
| 2020/21 | MS | Pokljuka           | –  | –  | –  | 49. | 5. | –   | –   | 26 let |

Poznámka: Výsledky z mistrovství světa se započítávají do celkového hodnocení světového poháru, výsledky z olympijských her se dříve započítávaly, od olympijských her v Soči 2014 se nezapočítávají.

## Vítězství v závodech světového poháru

### Kolektivní
| Č. | sezóna    | datum            | místo               | disciplína |
| -- | --------- | ---------------- | ------------------- | ---------- |
| 1. | 2020/2021 | 5. prosince 2020 | Kontiolahti, Finsko | štafeta    |
| 2. | 2024/2025 | 26. ledna 2025   | Anterselva, Itálie  | štafeta    |